# Петър Делчев
Петър Делчев е български писател и поет.

## Биография и творчество
Петър Делчев е роден на 6 юни 1971 г. в София. Занимава се с алпинизъм, ветроходство и каяк.
Първата му самостоятелна книга, поетичният сборник „Луд за обичане“, излиза през 2006 г. Същата година се появява и първият му сборник с разкази – „Трънски разкази“, който се превръща в явление в българския книжен свят. Сборникът е номиниран за наградата „Елиас Канети“ през 2007 г. През 2016 г. Драматичен театър - Пловдив поставя пиесата „Вълци“ Архив на оригинала от 2017-09-20 в Wayback Machine. по „Трънски разкази“ с режисьор Диана Добрева. Постановката печели три награди „Аскеер“ – за режисура на Диана Добрева, за поддържаща женска роля на Ивана Папазова и за театрална музика на Петя Диманова.
Втората самостоятелна белетристична книга на Петър Делчев, „Балканска сюита“, е издадена през 2009 г. и съдържа новели по легенди. По-късно, през 2013 г., „Трънски разкази“ и „Балканска сюита“ са обединени в общ сборник, който излиза с допълнителен разказ.
През 2012 г. излиза и първият роман на Петър Делчев – „Кастинг за Месия“.
Женен. Баща на две деца.

## Произведения
- „Луд за обичане“ (2006) – стихове
- „Трънски разкази“ (2006) – разкази
- „Балканска сюита“ (2009) – новели
- „Кастинг за Месия“ (2012) – роман
- „Трънски разкази/Балканска сюита“ (2013) – сборно допълнено издание, разкази и новели